# Metanema simplex
Metanema simplex är en fjärilsart som beskrevs av Dyar 1938. Metanema simplex ingår i släktet Metanema och familjen mätare. Inga underarter finns listade i Catalogue of Life.